# Église Notre-Dame d'Osmoy
Pour les articles homonymes, voir Église Notre-Dame.
L'église Notre-Dame est une église catholique située à Osmoy-Saint-Valery, en France.

## Localisation
L'église est située à Osmoy-Saint-Valéry, dont l'ancien nom jusqu'en 1926 est Saint-Valéry-sous-Bures, commune du département français de la Seine-Maritime.

## Historique
L'église Notre-Dame est construite à partir de 1170 et l'édifice conserve une inscription datée du 26 avril 1170.
Le clocher est daté du XIIe siècle et le chœur est daté du XIIIe siècle. 
L'église est restaurée à la fin du XIXe siècle et au début du XXe siècle.
L'édifice est inscrit au titre des monuments historiques par arrêté du 19 juillet 1926.
Des désordres structurels rendent nécessaires des travaux dans les années 2010, approuvés par le conseil municipal de la commune en 2018 et une association locale de sauvegarde du patrimoine fondée en mai la même année.

## Description
L'édifice primitif est construit en pierre, silex et brique.
Les fonts baptismaux sont datés du XIIIe siècle.